# كين بينيت (لاعب كرة قدم)
كين بينيت (بالإنجليزية: Ken Bennett)‏ (2 أكتوبر 1921 في المملكة المتحدة - 1 يناير 1994) هو لاعب كرة قدم بريطاني (وحمل سابقاً جنسية المملكة المتحدة لبريطانيا العظمى وأيرلندا) في مركز مهاجم داخلي. لعب مع أكسفورد يونايتد وبرايتون أند هوف ألبيون وتوتنهام هوتسبير وكريستال بالاس ونادي بورنموث ونادي ساوثيند يونايتد ونادي غيلفورد سيتي وهارينجي بورو.